# Karin Tidbeck
Karin Tidbeck, nació el 6 de abril de 1977, es una escritora sueca. Debutó en 2010 con una colección de historias cortas de fantasía: "¿Quién es Arvid Pekon?"

## Biografía
Tidbeck  nació en Estocolmo, pero ahora vive en Malmö.

### Obras
"Amatka" de 2012 es un tipo de “distopía utópica”. Trata sobre la colonización de un mundo donde la realidad se comporta de una manera muy diferente a como estamos acostumbrados. Tiene mucho que ver con la exploración del lenguaje y su efecto sobre la conciencia y la realidad. Actualmente está trabajando en su traducción al inglés .
Trabaja en la traducción de Amatka y en la elaboración de una nueva colección de cuentos en sueco, que tiene la intención de traducir después al inglés.
En la colección “Jagannath” se incluyen trece cuentos. Un puñado de ellos ha sido publicado con anterioridad en inglés: “Who is Arvid Pekon?” es un cuento digno del propio Kafka, “August Prima” habría dado envidia a Carroll y “Aunts” crea una mitología propia en menos de 2.000 palabras. “Pyret”, “Jagannath” y “Beatrice” son inolvidables. Todos son extraños.

### Recibo
Las historias de Jagannath no son golosinas azucaradas, sino narraciones inquietantes, originales, abiertas. Escenarios desgarrados y mundos anómalos, incómodos. Aquí no puede buscar sesparcimiento, sino desasosiego. Estas 142 páginas de ficción weird — nombre de moda para lo que no encaja — han sido alabadas por Ursula K. Le Guin y China Miéville, entre otros.
La introducción de Elizabeth Hand para Jagannath es:
“Es extraño, casi inaudito, encontrar autores con un talento tan extraordinario que parecen haber salido a la arena literaria completamente formados, como Atenea de la cabeza de Zeus. Pero vivimos tiempos extraordinarios, y en Karin Tidbeck parece que hemos encontrado a la artista que merece nuestra época”.